# Panamá en los Juegos Olímpicos de Barcelona 1992
Panamá estuvo representado en los Juegos Olímpicos de Barcelona 1992 por cinco deportistas masculinos que compitieron en cuatro deportes.
El equipo olímpico panameño no obtuvo ninguna medalla en estos Juegos.